# 施特拉森 (奥地利)
施特拉森是奥地利蒂罗尔州利恩茨县的一个市镇。总面积17.05平方公里，总人口873人，人口密度51.2人/平方公里（2005年）。